# Шерстяник (футбольный клуб)
«Шерстяник» — российский футбольный клуб из Невинномысска, Ставропольский край. Представлял Невинномысский шерстяной комбинат, участвовал в первенствах Ставропольского края. Официально зарегистрирован в качестве юридического лица в 1990 году. Выступал во Второй низшей лиге первенства СССР (1991) и Второй лиге первенства России (1992—1993). Лучшее достижение в первенстве России — 9-е место в 1-й зоне Второй лиги в 1993 году.

## Тренеры
- Леонид Шевченко (1992—1993)